# اچ‌ام‌اس کنت (اف۷۸)
اچ‌ام‌اس کنت (اف۷۸) (به انگلیسی: HMS Kent (F78)) یک کشتی است که طول آن 133 m (436 ft 4 in) می‌باشد. این کشتی در سال ۱۹۹۸ ساخته شد.